# Peñuelas (Irapuato)
Peñuelas es una localidad del estado mexicano de Guanajuato. Es parte del municipio de Irapuato.

## Demografía
| Gráfica de evolución demográfica |
|                                  |

| Censo | Población |
| ----- | --------- |
| 1900  | 405       |
| 1910  | 399       |
| 1921  | 207       |
| 1930  | 167       |
| 1940  | 284       |
| 1950  | 367       |
| 1960  | 459       |
| 1970  | 688       |
| 1980  | 715       |
| 1990  | 1 041     |
| 2000  | 985       |
| 2010  | 1 438     |
| 2020  | 1 653     |